# Группа Доннера

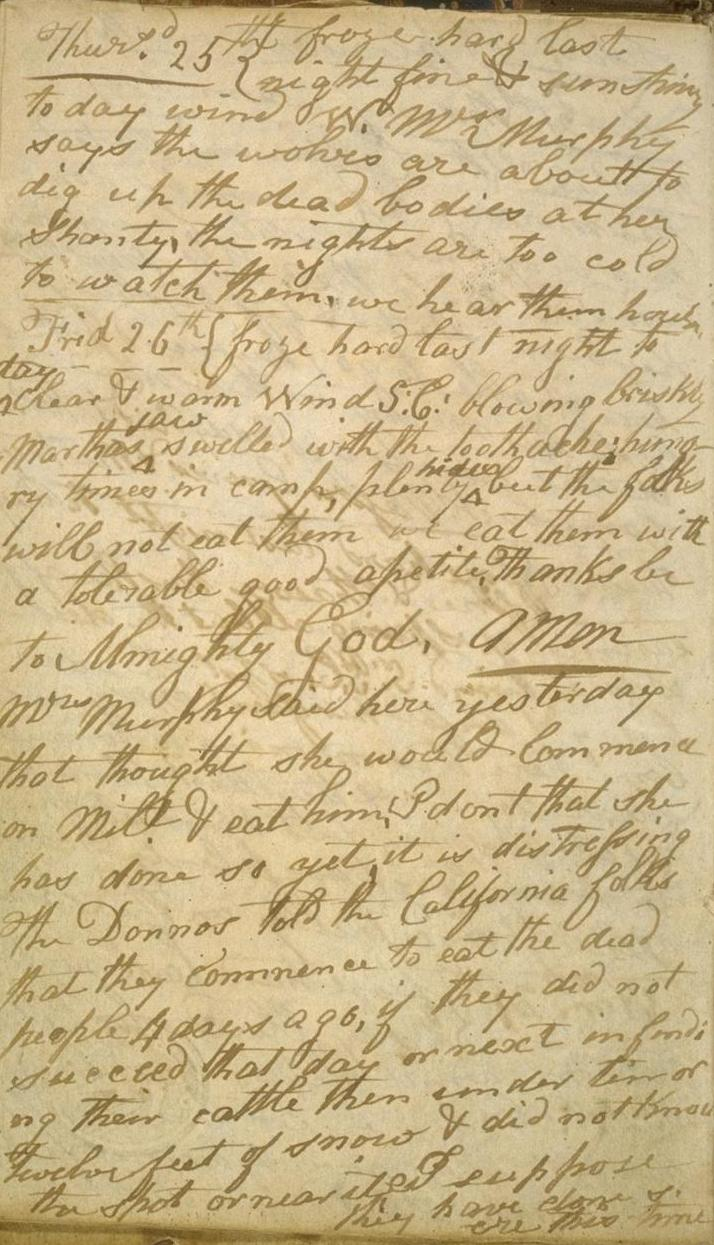
Страница 28 дневника Патрика Брина с его наблюдениями в феврале 1847 г., в том числе: «Миссис Мерфи вчера сказала, что она начнет с Милтона и съест его. Не думаю, что она уже так сделала; это мучительно»

Группа Доннера (экспедиция Доннера, партия Доннера-Рида, англ. Donner Party) — группа американских пионеров, возглавляемая Джорджем Доннером и Джеймсом Ридом, которая отправилась в Калифорнию в мае 1846 года. Из-за серии неудач и ошибок группа задержалась в пути и провела зиму 1846—1847 гг. в горах Сьерра-Невада. Чтобы выжить, некоторым членам группы пришлось прибегнуть к каннибализму.
Обычно путешествие на запад занимало 4-6 месяцев, но группа Доннера пошла новым, более длительным «маршрутом Гастингса» (Hastings Cutoff), проходящим через хребет Уосатч и пустыню Большого Соленого озера (территория современного штата Юта). В процессе движения вдоль реки Гумбольдт (современный штат Невада) переселенцы столкнулись с пересечённым рельефом и различными трудностями, что привело к потере скота, поломке повозок и расколу внутри группы.
К началу ноября 1846 г. переселенцы достигли хребта Сьерра-Невада, где у озера Траки (ныне — озеро Доннер), находясь высоко в горах, застряли из-за раннего и сильного снегопада. Запасы еды у них подходили к концу, и в середине декабря часть группы пешком отправилась на поиски помощи. Спасатели из Калифорнии пытались помочь переселенцам, но первая группа спасателей достигла их только в середине февраля 1847 г., почти через четыре месяца после попадания обоза в ловушку. Выжили и достигли Калифорнии 48 из 87 членов группы. Многим из них, чтобы выжить, пришлось есть умерших товарищей.
Историки описывают этот эпизод как одну из самых страшных и впечатляющих трагедий в истории освоения Калифорнии и переселения на запад США.

## Предпосылки

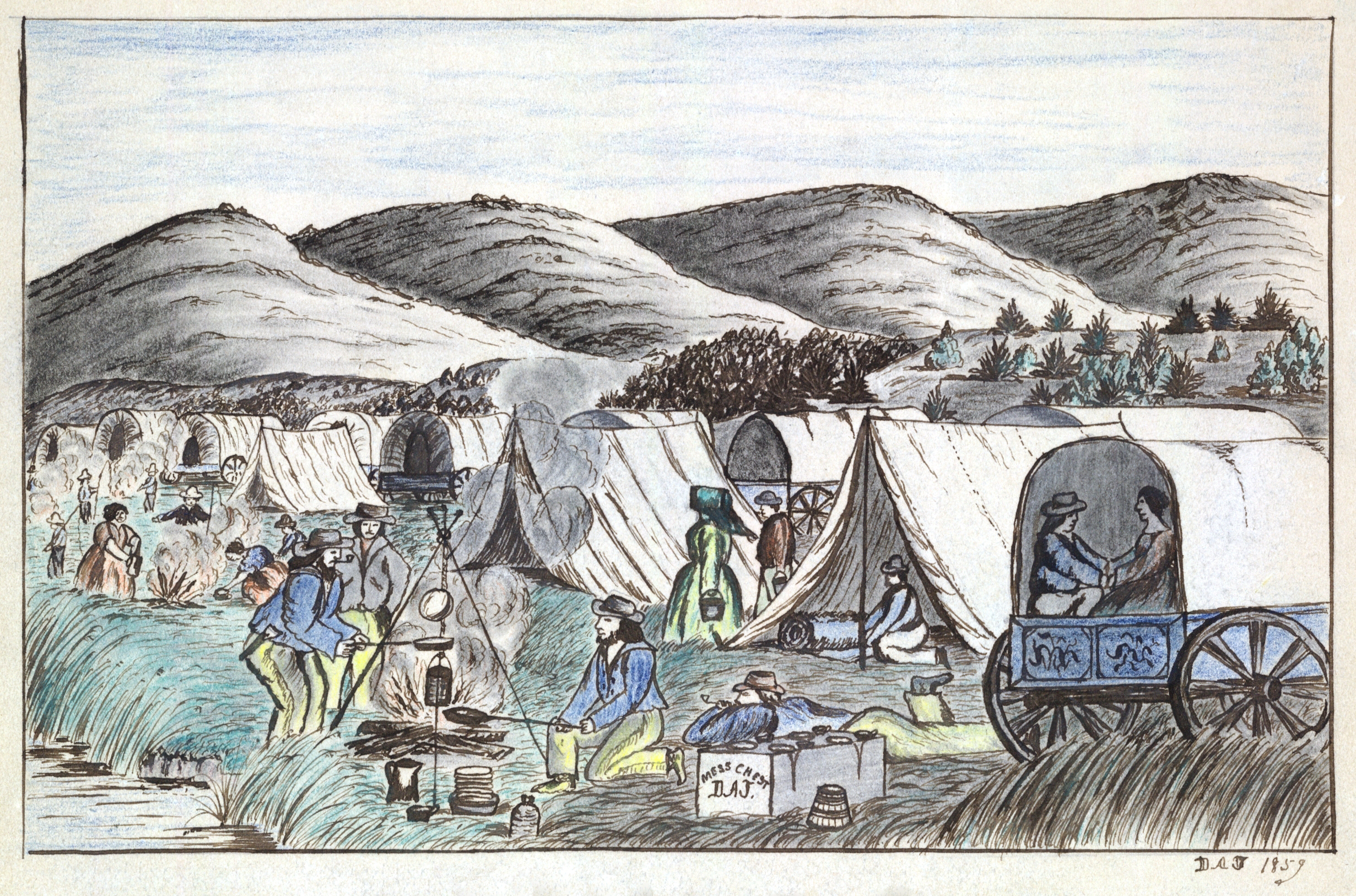
Палаточный лагерь и крытые повозки на реке Гумбольдт. Невада, 1859 г.

В 1840-е гг. в США резко выросло число пионеров — людей, которые покидали свои дома на Востоке и селились на Западе, в Орегоне и Калифорнии. Таким, как Патрик Брин, Калифорния виделась землей, где они могли бы исповедовать истинный католицизм. Многие другие были заражены идеей явного предначертания, утверждавшей, что территории от Тихого до Атлантического океана предназначены для американцев, и они должны заселять их. Большая часть обозов следовали по Орегонскому пути от города Индепенденс (штат Миссури) к Американскому водоразделу. Средняя скорость движения составляла 24 км в день; таким образом, весь путь занимал 4 — 6 месяцев. Маршрут проходил по долинам рек и поднимался к Саут-Пасс — перевалу на территории современного штата Вайоминг, который был относительно легким для преодоления обозами. Далее от этой точки пути караванов расходились по районам их назначения.
В 1842 г. в Калифорнию прибыл один из первых иммигрантов, Лэнсфорд Гастингс, который оценил перспективы этого региона. Чтобы привлечь переселенцев, он выпустил «Путеводитель по Орегону и Калифорнии для эмигрантов». В нём он описал прямой маршрут через Большой бассейн, который проходил через хребет Уосатч и пустыню Большого Соленого озера. При этом сам Гастингс не проходил по «своему» маршруту до начала 1846 г., когда он ехал из Калифорнии в Форт Бриджер. Форт на тот момент представлял собой небольшую перевалочную базу на реке Блэкс-Форк (штат Вайоминг), основанную Джимом Бриджером и его партнером Пьером Луисом Васкесом. Гастингс остался в форте и убеждал путешественников поворачивать на юг, на «свой» маршрут. По состоянию на 1846 г., Гастингс был вторым человеком, кому удалось пересечь южную часть пустыни Большого Соленого озера; при этом никто из них не пользовался обозом (пересечения пустыни индейцами документально не подтверждены, маршрут у эмигрантов не упоминался).
Самым трудным участком маршрута в Калифорнию был заключительный 160-километровый отрезок, проходящий через горы Сьерра-Невада. Более 500 вершин этого горного хребта имеют высоту более 3700 м, и из-за высоты и близости к Тихому океану в них выпадает больше снега, чем в большинстве других гор умеренных широт Северной Америки. Кроме того, восточные склоны хребта обладают сильной крутизной. При преодолении огромных расстояний от Миссури до Орегона и Калифорнии время имело ключевое значение. Обозы не должны были, с одной стороны, вязнуть в весенней грязи, а с другой стороны, застревать в горах в снежных сугробах, появлявшихся там уже в сентябре. Кроме того, по пути должно было быть достаточное количество свежей травы для питания лошадей и волов.

## Семьи
Весной 1846 г. из города Индепенденс на запад отправились почти 500 повозок. В хвосте обоза 12 мая выехали девять повозок с 32 членами семей Доннер и Рид и их прислуги. Джордж Доннер родился в Северной Каролине и постепенно перемещался на запад, в Кентукки, Иллинойс и Индиану. Кроме того, один год он провел в Техасе. В начале 1846 г. ему было около 60 лет. С ним вместе ехала его 44-летняя жена Тэмсен, три их дочери Френсис (6 лет), Джорджия (4 года) и Элиза (3 года), а также две дочери Джорджа от предыдущего брака — Элита (14 лет) и Лианна (12 лет). Младший брат Джорджа, Джейкоб (56 лет), также присоединился к группе вместе со своей женой Элизабет (45 лет), подростками-пасынками Соломоном Хук (14 лет) и Уильямом Хуком (12 лет) и пятью детьми: Джорджем (9 лет), Мэри (7 лет), Исааком (6 лет), Льюисом (4 года) и Сэмюэлем (1 год). Также с братьями Доннер выехали возницы Хайрам О. Миллер (29 лет), Сэмюель Шумейкер (25 лет), Ноа Джеймс (16 лет), Чарльз Бургер (30 лет), Джон Дентон (28 лет) и Аугустус Шпитцер (30 лет).

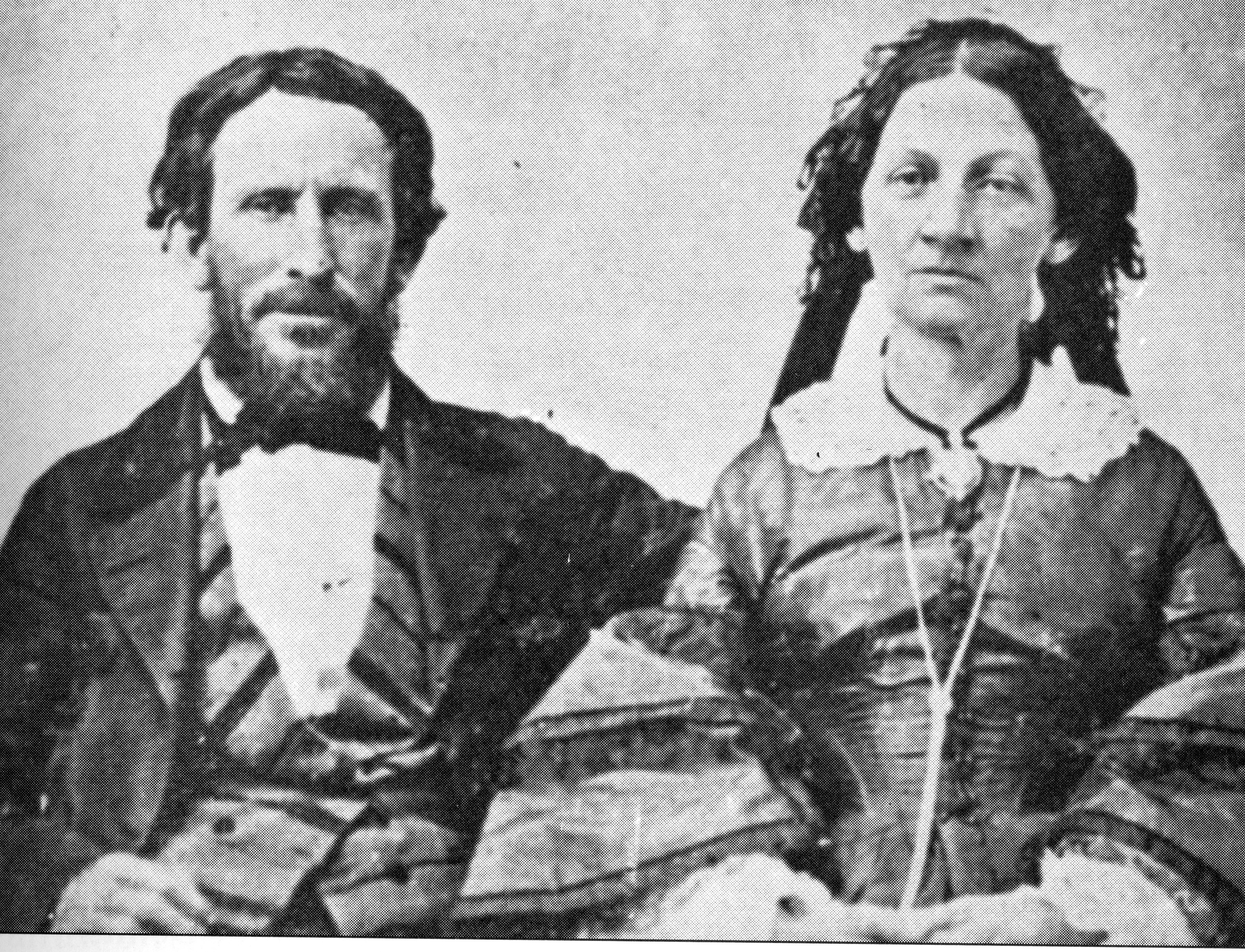
Джеймс и Маргрет Рид

Джеймс Ф. Рид, 45-летний уроженец современной Северной Ирландии, поселился в 1831 г. в штате Иллинойс. Компанию ему в путешествии составили его жена Маргрет (32 года), падчерица Вирджиния (13 лет), дочь Марта Джейн «Пэтти» (8 лет), сыновья Джеймс и Томас (5 и 3 года соответственно), а также Сара Кейес, 70-летняя мать Маргрет. У Сары была запущенная форма туберкулеза, от которого она вскоре, 28 мая, умерла и была похоронена на обочине дороги Помимо оставленных позади финансовых проблем, Рид надеялся, что климат Калифорнии поможет Маргрет, которая долгое время страдала от слабого здоровья. Для управления воловьими упряжками Рид нанял трех человек: Милфорда (Милта) Эллиота (28 лет), Джеймса Смита и Уолтера Херрона (по 25 лет). Бейлис Уильямс (24 года) следовал в составе группы в качестве разнорабочего, а его сестра Элиза (25 лет) была кухаркой семьи.
За неделю до выхода из Индепенденс семьи Рид и Доннер присоединились к группе из 50 повозок, номинально возглавляемой Уильямом Расселом. К 16 июня они преодолели первые 720 км пути, и до города Форт-Ларами (штат Вайоминг) оставалось ещё 320 км. Им пришлось прервать путь из-за дождей и поднятия уровня воды в реке, но Тэмсен Доннер написала другу в Спрингфилд: «конечно, я не знаю, будет ли мне хуже, чем было, но мне кажется, что все беды закончились уже в начале». Молодая Вирджиния Рид вспомнила несколько лет спустя, что на первом этапе путешествия она была «совершенно счастлива».
По пути к обозу присоединялись и другие семьи. Левина Мёрфи (37 лет), вдова из Теннесси, возглавила семью из тринадцати человек. Её пятью младшими детьми были Джон Ландрум (16 лет), Мэриам «Мэри» (14 лет), Лэмюель (12 лет), Уильям (10 лет) и Саймон (8 лет). Также с ней следовали две её замужних дочери со своими семьями: Сара Мёрфи Фостер (19 лет) с мужем Уильямом (30 лет) и сыном Джереми Джорджем (1 год); Гарриет Мёрфи Пайк (18 лет) с мужем Уильямом (32 года) и дочерьми Наоми (3 года) и Кэтрин (1 год). Мастер по строительству повозок Уильям Эдди (28 лет) из Иллинойса взял с собой жену Элеонор (25 лет) и двоих детей: Джеймса (3 года) и Маргарет (1 год). Семья Брин состояла из фермера из Айовы Патрика Брина (51 год), его жены Маргарет («Пегги», 40 лет) и семерых детей: Джона (14 лет), Эдварда (13 лет), Патрика-младшего (9 лет), Саймона (8 лет), Джеймса (5 лет), Питера (3 года) и 11-месячной Изабеллы. С ними поехал их сосед, 40-летний холостяк Патрик Долан. Иммигрант из Германии Льюис Кесеберг (32 года) ехал с женой Элизабет Филиппин (22 года) и дочерью Адой (2 года); в пути у них родился сын Льюис-младший. С другой немецкой парой Волфингеров поехали двое юношей — Шпитцер и Рейнгардт, а также нанятый ими кучер «Голландец Чарли» Бургер. С ними следовал также пожилой мужчина, назвавшийся Хардкупом. Также в составе группы был Люк Хеллоран, который переходил из семьи в семью, и каждый день из-за туберкулеза он выглядел все хуже и хуже, поскольку никто не тратил на него ни свое время, ни ресурсов.

## Маршрут Гастингса
С целью рекламы своего маршрута Гастингс разослал всадников с письмами для путешествующих эмигрантов. 12 июля одно из них дошло до семей Рид и Доннер. В нём Гастингс предупреждал эмигрантов, что в Калифорнии они могут столкнуться с противодействием мексиканских властей и советовал им объединяться в большие группы. Также он заявлял о «необходимости прокладки новой и лучшей дороги в Калифорнию», и он будет ожидать в Форт Бриджер и консультировать эмигрантов по новому маршруту.
Квин Торнтон проехал часть пути с семьями Рид и Доннер. В своей книге «Из Орегона и Калифорнии в 1848 г.» он назвал Гастингса «Мюнхаузеном для путешественников в этих краях». Как писал Торнтон, Тэмсен Доннер была «опечалена и подавлена» мыслью о повороте основного пути по советам Гастингса, которого она считала «искателем приключений и эгоистом».

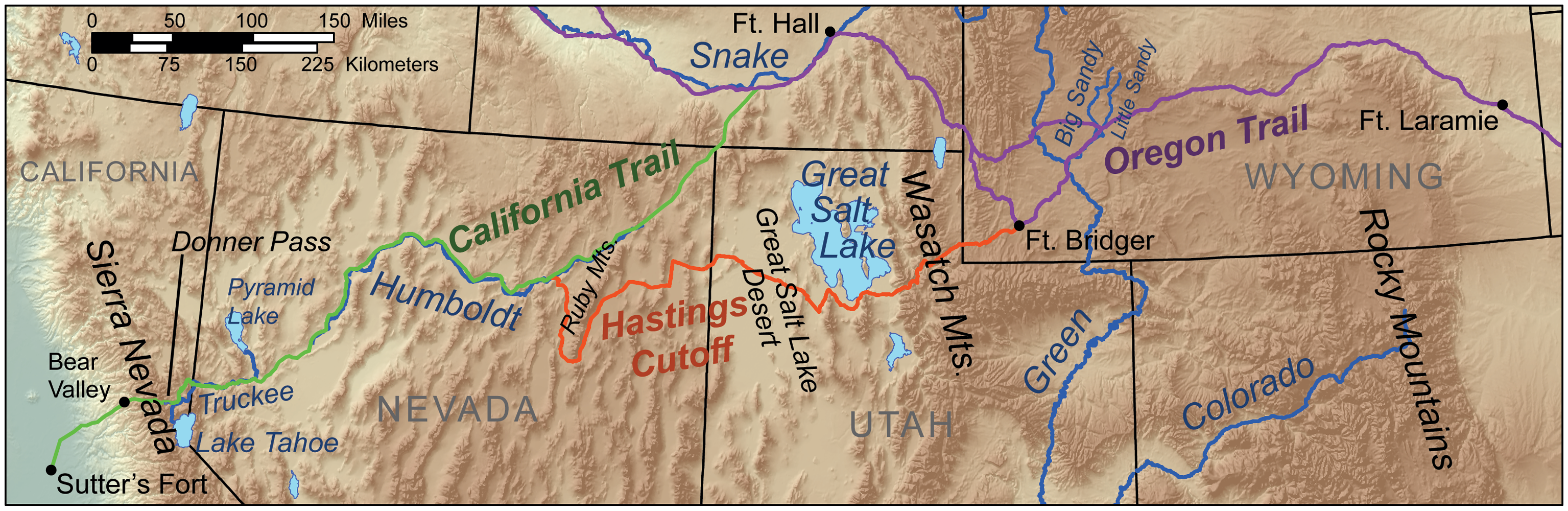
Карта маршрута Доннер Пати. Оранжевым цветом показан участок маршрута Гастингса, удлинивший путь группы на 150 миль.

20 июля, находясь на реке Литтл-Сэнди, группа разделилась по мнениям: большая часть группы выбрала уже проторённый путь через Форт Холл; меньшая решила направиться в Форт Бриджер, ей нужен был глава отряда. Большинство молодых мужчин во второй группе были иммигрантами из Европы и не считались идеальными командирами. Джеймс Рид к этому времени уже прожил достаточно времени в США, был старше и имел армейский опыт, но его авторитарное отношение уже почувствовали на себе многие участники каравана, и они находили его властным и хвастливым. Напротив, зрелость и опытность американца Доннера, его миролюбивый и отзывчивый характер сыграли в его пользу, и выбор группы пал на него. Членам группы было комфортно существовать не по существующим стандартам. Хотя их называли пионерами, им не хватало определённых навыков и опыта путешествий через горы и пустынные земли, и не было понятия о том, как взаимодействовать с индейцами.
Журналист Эдвин Брайант достиг местечка Блэкс-Форк за неделю до группы Доннера. Он прошел первый отрезок пути и был обеспокоен тем, что повозкам Доннера, особенно с большим количеством женщин и детей, будет трудно его преодолеть. Пройдя этот отрезок, он вернулся в Блэкс-Форк и оставил там записки, призывавшие членов группы не сокращать путь. К 27 июля, когда караван Доннера достиг Блэкс-Форк, Гастингс уже уехал, возглавив группу из 40 повозок группы Харлана-младшего. Джиму Бриджеру с его торговым постом было гораздо выгоднее, чтобы люди использовали маршрут Гастингса, и он пояснил группе, что это легкий маршрут, лишенный пересеченного рельефа и враждебных индейцев, и при этом длина их маршрута должна сократиться на 560 км. Вода на маршруте должна быть легко доступна, хотя ей нужно будет запастись на несколько дней, пересекая сухое дно озера (48 — 64 км).
Рид был очень впечатлен этой информацией и выступил за маршрут Гастингса. Никто из членов группы не получил писем Брайанта, советовавших избегать маршрута Гастингса любой ценой. В своем дневнике Брайант заявляет о своем убеждении в том, что Бриджер намеренно скрыл письма — это описал позже и Рид в своих показаниях. В Форт-Ларами Рид встретил старого друга, Джеймса Климана, который прибыл из Калифорнии. Климан предупредил Рида, чтобы тот не ехал по маршруту Гастингса, отметив, что повозки там не пройдут, а информация Гастингса была неверной.
31 июля 1846 г., после четырёх дней отдыха и ремонта повозок, группа покинула Блэкс Форк, оказавшись в 11 днях позади ведущей группы Харлана-младшего. Доннер нанял другого извозчика, Антонио, также к компании присоединилась семья Мак-Катчен, состоявшая из 30-летнего Уильяма, его 24-летней жены Аманды, двухлетней дочери Гарриет и 16-летнего юноши Хуана Баптисты Трудо из Нью-Мексико, который сказал, что знает индейцев и рельеф на пути в Калифорнию.

### Горы Уосатч

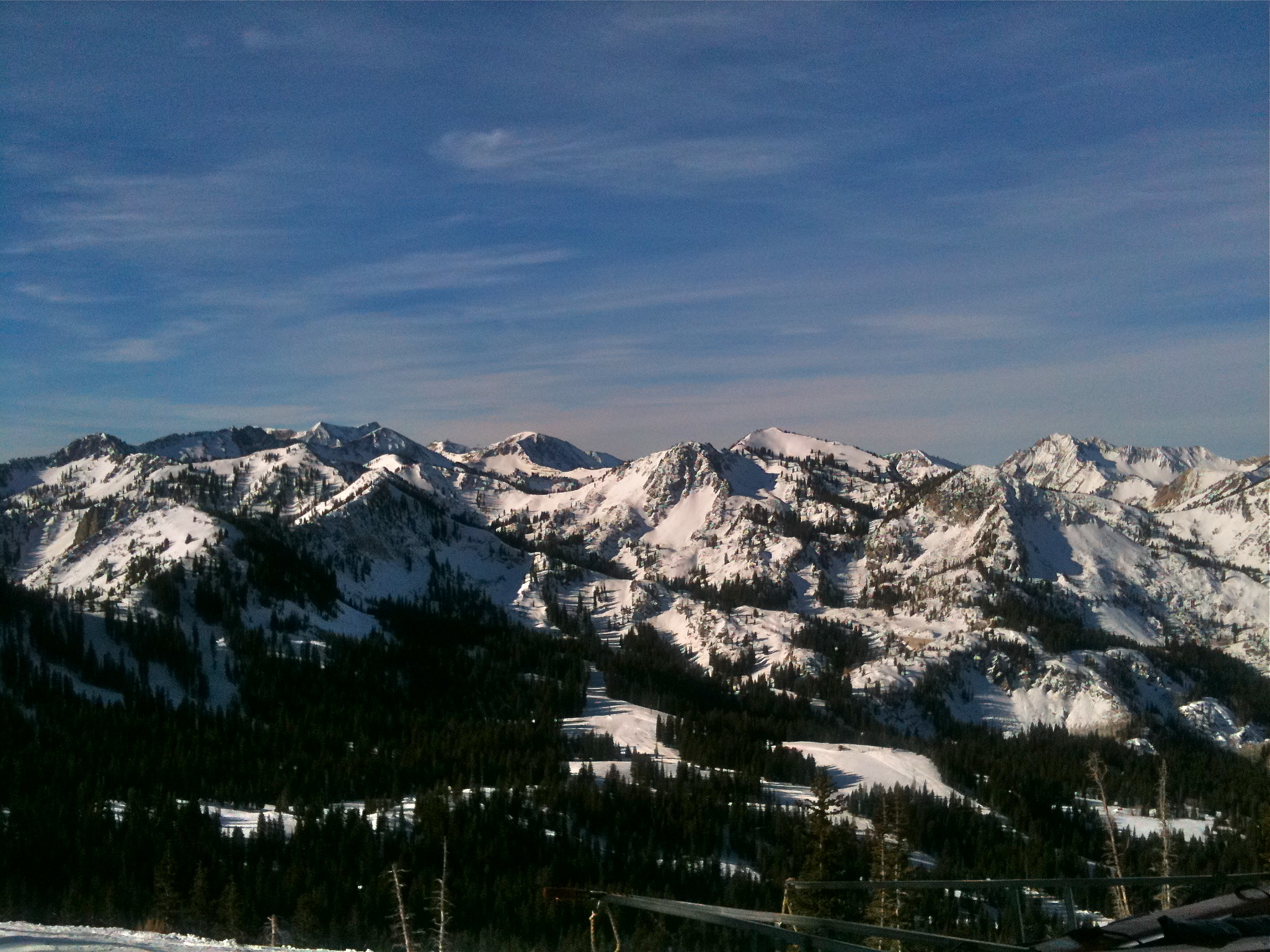
Каньон Биг Коттонвуд, расположенный в нескольких милях к югу от маршрута Доннера, в горах Уосатч на севере штата Юта

Караван повернул на юг и вышел на маршрут Гастингса. Уже в первые дни стало понятно, что рельеф гораздо более трудный, чем описывалось, и возницы были вынуждены заклинивать колеса повозок на крутых спусках. За несколько лет основной маршрут мигрантов — Орегонский путь — стал заметным и легким, тогда как маршрут Гастингса на местности распознать было труднее. Гастингс оставлял ориентировочные знаки и прикреплял записки на деревьях. 6 августа группа нашла письмо, в котором Гастингс рекомендовал им остановиться до тех пор, пока он не найдет для них альтернативный маршрут относительно группы Харлана-младшего. Пока Гастингс был занят, его проводники провели группу Харлана-младшего через каньон Вебер, который Гастингс пересекать не рассчитывал. Рид, Чарльз Стэнтон и Уильям Пайк выехали вперед, чтобы встретить Гастингса. По пути им попались крайне сложные каньоны, где нужно было сдвигать валуны, а стены каньонов отвесно обрывались в реку — по этой дороге повозки пройти не могли. Гастингс в своем письме обещал провести группу Доннера в обход самых сложных районов, но проехал обратно только часть пути, показал основное направление и приглашал следовать за ним.
Стэнтон и Пайк остановились передохнуть, а Рид в одиночку вернулся к каравану спустя четыре дня после прибытия группы. Не имея обещанного проводника, группа должна была решить — или поворачивать обратно и выходить на проторённый маршрут, по следам Харлана-младшего через пересеченный рельеф каньона Вебер, или наладить собственный маршрут в направлении, рекомендованном Гастингсом. Рид убедил двигаться по маршруту Гастингса. Продвижение группы замедлилось до 2,5 км в день, и всем физически крепким мужчинам приходилось очищать дорогу для повозок от кустарника, рубить деревья и сдвигать камни. Маршрут, по которому прошла группа, сегодня имеет название Каньон Эмиграции.
Пока группа Доннера прокладывала себе путь в горах Уосатч, она наткнулась на семью Грейвс, которая отправилась на поиски Доннера. Семья Грейвс состояла из 57-летнего Франклина Грейвса, его 47-летней жены Элизабет, их детей Мэри (20 лет), Уильяма (18 лет), Элеонор (15 лет), Ловины (13 лет), Нэнси (9 лет), Джонатана (7 лет), Франклина-младшего (5 лет), Элизабет (1 год) и замужней дочери Сары (22 года), а также зятя Джея Фосдика (23 года) и 25-летнего возницы Джона Снайдера, ехавших вместе в трех повозках. Их прибытие в группу Доннера увеличило её численность до 87 человек, размещенных в 60 — 80 повозках. Семья Грейвс была частью последней стартовавшей из Миссури группы, подтвердив тот факт, что группа Доннера находилась позади всех ушедших в этом году на Запад групп.
Между тем, было уже 20 августа, когда они достигли точки в горах, с которой им открылся вид вниз, на Большое Соленое озеро. Почти две недели понадобилось каравану, чтобы спуститься с гор Уосатч. Мужчины начали спорить, и выражались сомнения по поводу благоразумия тех, кто выбрал этот маршрут, особенно Джеймса Рида. В самых небогатых семьях начала заканчиваться еда и корм для животных. Стэнтон и Пайк выехали с Ридом на разведку, но потерялись на обратном пути; к тому моменту, когда группа нашла их, они находились на расстоянии дня пути от еды для лошадей.

### Пустыня Большого Соленого озера

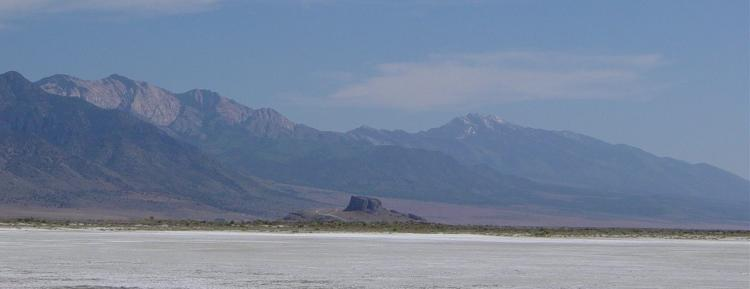
Пустыня Большого Соленого озера

25 августа Люк Хеллоран умер от туберкулеза. Через несколько дней караван наткнулся на разодранное письмо от Гастингса. Лоскуты письма собрали, и стало понятно, что группе на протяжении двух суток предстоит трудный переход без травы и воды. Группа дала отдохнуть волам и стала готовиться к переходу. Через 36 часов они выдвинулись к лежащей на их пути 300-метровой горы, чтобы обозреть местность. Поднявшись на вершину, они увидели впереди сухую, голую, идеально плоскую равнину, покрытую белой солью. Размеры равнины были больше, чем у той, которую они только что пересекли, и, по данным Рерика, «она им показалась одним из самых негостеприимных мест на Земле». Их волы к этому моменту уже устали, и запасы воды были на исходе.
Не имея альтернативы, 30 августа группа выдвинулась дальше. В полуденные часы из-за жары влага из-под соляной корки поднималась к поверхности и превращала почву в клейкую массу. Колеса повозок иногда проваливались в неё по самые ступицы. Дни были нестерпимо жаркими, а ночи — холодными. Некоторые наблюдали миражи озёр и других караванов и верили, что наконец маршрут Гастингса подходит к концу. Через три дня вода кончилась, и некоторые члены группы выпрягли быков, чтобы двигаться вперед быстрее. Некоторые животные были настолько слабы, что их оставляли запряженными в фургонах и оставляли на произвол судьбы. Девять из десяти волов Рида, обезумевшие от жажды, вырвались из упряжи и унеслись на просторы пустыни. Скот и лошади многих других семей также начали пропадать без вести. Суровость маршрута привела к тому, что некоторые повозки понесли непоправимый ущерб, но никто из людей не погиб. Вместо отведенных двух дней на преодоление 40 миль, прохождение участка через пустыню Большого Соленого озера длиной 80 миль заняло шесть дней. В 1986 г. коллектив археологов попытался воспроизвести условия, в которых находилась группа Доннера, и пересечь ту же часть пустыни в то же время года на полноприводных пикапах, но им это не удалось..
Когда они пришли в себя на родниках на другом краю пустыни (теперь это место у подножия горы Пайлот-Пик носит название родников Доннера), уже ни у кого из членов группы не осталось доверия к маршруту Гастингса. Несколько дней они провели на отдыхе, пытаясь вернуть к жизни скот, подбирая оставленные в пустыне повозки и распределяя по ним еду и грузы. Воспоминания Рида свидетельствуют о том, что многие путешественники теряли свой скот и потом пытались его найти, хотя другие члены команды считают, что искали его скот (собственные подсчеты Рида «Заявление о занесенных снегом и уморенных голодом эмигрантах от мистера Рида, члена команды Доннера»). Семья Рида понесла самые ощутимые потери, и Рид стал настойчиво просить другие семьи предоставить ему перечень их еды и грузов для его семьи. Он предложил двум мужчинам из группы отправиться в Калифорнию, в форт Саттера; он слышал, что Джон Саттер был необыкновенно щедр к первопроходцам и мог помочь им с провизией. Чарльз Стэнтон и Уильям МакКатчен вызвались пойти в это опасное путешествие. Оставшиеся исправные повозки были запряжены смешанными упряжками, состоявшими из коров, волов и мулов. Была середина сентября, и двое юношей, отправившихся на поиски пропавших волов, заявили о лежащей впереди ещё одной 40-мильной (64 км) полосе пустыни.
Скот и волы на тот момент были тощие и выдохшиеся, но группа Доннера пересекла следующую полосу пустыни относительно невредимой, и стало казаться, что путешествие становится легче, особенно при прохождении долины рядом с Рубиновыми горами. Несмотря на ненависть к Гастингсу, у них не было другого выбора, кроме как следовать по его следам, которые имели давность в несколько недель. 26 сентября, через два месяца после выхода на маршрут Гастингса, группа Доннера наконец вышла на существующую тропу вдоль ручья, который сегодня именуется рекой Гумбольдт. Прохождение новой «срезки», вероятно, задержало группу примерно на месяц.

## Существующая тропа

### Изгнание Рида
На реке Гумбольдт группа встретила индейцев-пайютов, которые прошли с ними несколько дней и при этом украли и убили нескольких волов и лошадей. Наступил октябрь, и с целью экономии времени семьи разделились. В одной из групп из-за двух повозок возникла ссора, и Джон Снайдер ударил вола нанятого возницы Рида, Милта Эллиота. Когда Рид вмешался, Снайдер направил на него хлыст. В ответ Рид нанес Снайдеру смертельный удар ножом под ключицу.
В тот вечер свидетели собрались обсудить произошедшее. Законы Соединенных Штатов не распространялись на территории к западу от Континентального водораздела (на тогдашнюю территорию Мексики), и в караванах часто практиковались собственные законы. Начальник каравана Джордж Доннер в тот день со своей семьей находился впереди основного обоза. Попытка физического насилия Снайдера над Ридом не осталась незамеченной, и некоторые утверждали, что Снайдер угрожал и жене Рида, Маргрет, но Снайдер, в отличие от Рида, пользовался у группы авторитетом. Кесеберг предложил повесить Рида, но был найден компромисс, и Риду было дозволено в одиночку покинуть караван; о его семье должны были позаботиться другие. На следующее утро Рид, лишенный оружия, был изгнан, но его дочь Вирджиния выехала вперед и втайне привезла ему ружье и еду.
В 1871 г. Рид составил перечень событий, происходивших в группе Доннера, в котором он ни слова не упомянул о его потенциальном убийце Снайдере, хотя его дочь Вирджиния описала этот эпизод в письме, отправленном домой в мае 1847 г. и которое Рид серьезно отредактировал. В перечне Рида указано, что он покинул группу с целью проверки на прочность Стэнтона и Мак-Катчена.

### Распад каравана

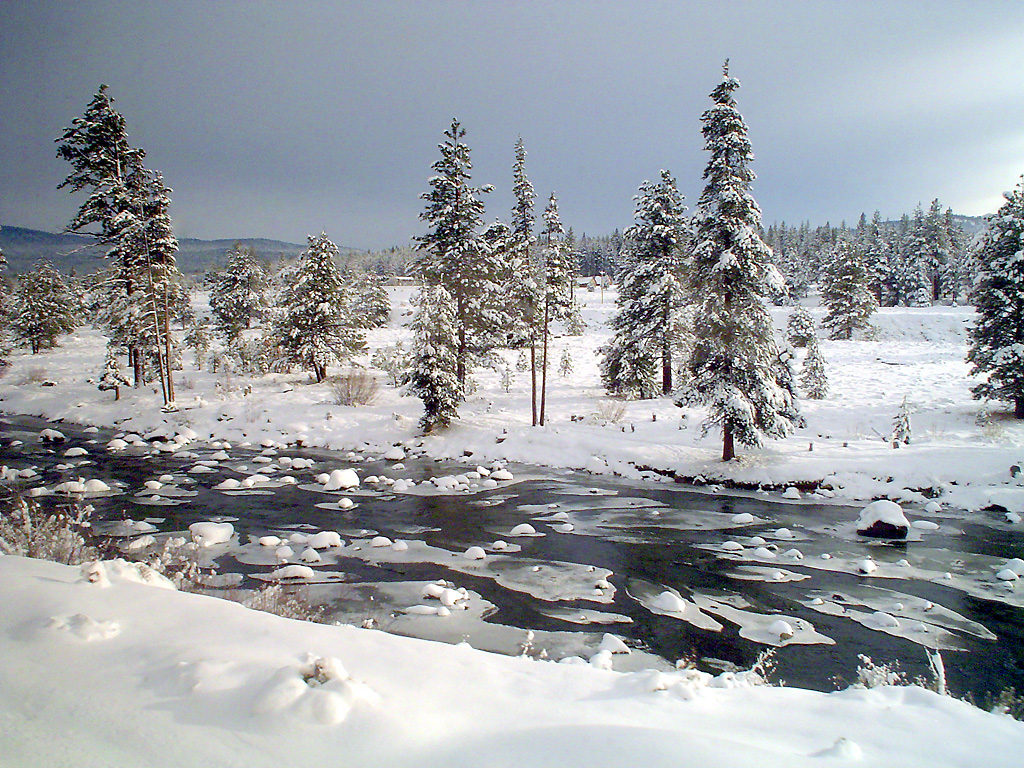
Река Траки зимой

Терпение членов каравана Доннера закончилось, и эмигранты распались на несколько мелких групп, каждая из которых думала только о себе и подозрительно относилась к другим. Травы становилось мало, и животные постепенно слабели. Чтобы облегчить на них нагрузку, люди шли пешком. Кесеберг вытолкал Хардкупа из своей повозки, сказав старику, чтобы тот либо пойдет пешком, либо умрет. Через несколько дней Хардкуп присел рядом с ручьем — его ноги очень сильно отекли — и больше его никто не видел. Уильям Эдди призывал других найти Хардкупа, но все отказались, заявив, что больше не будут тратить свои силы на почти 70-летнего старика.
Между тем Рид догнал Доннеров и следовал вместе с одним из своих возниц, Уолтером Херроном. У них на двоих была одна общая лошадь, и им удавалось пройти по 40 — 65 км в день. Остальная часть группы снова встретилась с Доннером, но их злоключения продолжились. У Грейвсов индейцы угнали всех лошадей, и была оставлена ещё одна повозка. Травы было мало, и скот разбегался на большую площадь — этим пайюты и воспользовались, угнав за один вечер 18 голов, а через несколько дней убив ещё 21. Таким образом, караван потерял около 100 голов скотины и волов, и запасы еды были почти полностью истощены. Впереди на пути была ещё одна полоса пустыни. Волы семьи Эдди были убиты индейцами, и им пришлось оставить повозку. Семья съела все свои запасы, но другие семьи отказались помогать их детям. Семью Эдди заставляли идти пешком, мучающуюся от жажды. У Маргрет Рид и её детей также не было повозки. Но тут пустыня подошла к концу, и группа достигла прекрасного и богатого района реки Траки.
У эмигрантов было мало времени на отдых, и они поспешили в горы, чтобы перейти через них до выпадения снега. По пути они встретили Стэнтона (одного из двух мужчин, отправившихся месяцем ранее искать помощь в Калифорнии), и он привел мулов, еду и двоих индейцев-мивоков, назвавшихся Луисом и Сальвадором. Также он сообщил, что Рид и Херрон, хоть и измученные и изголодавшиеся, но достигли форта Саттера в Калифорнии. К этому моменту, цитируя Рерика, «потрепанным и полуголодным членам Доннер Пати показалось, будто самое худшее уже позади; они уже пережили больше, чем многие эмигранты до этого».
Ветвью мивоков, живущих на равнинах Калифорнии между Стоктоном и Сакраменто, были косамны. Луис и Сальвадор, оба косамны, были католиками, обращенными в эту веру Джоном Саттером. Историк Джозеф Кинг выяснил, что изначально у Луиса было имя Эема, и ему в 1846 г. было около 19 лет. Сальвадор имел мивокское имя Куейен, и ему в том же году должно было быть 28 лет.

## В снежной ловушке

### Перевал Доннера

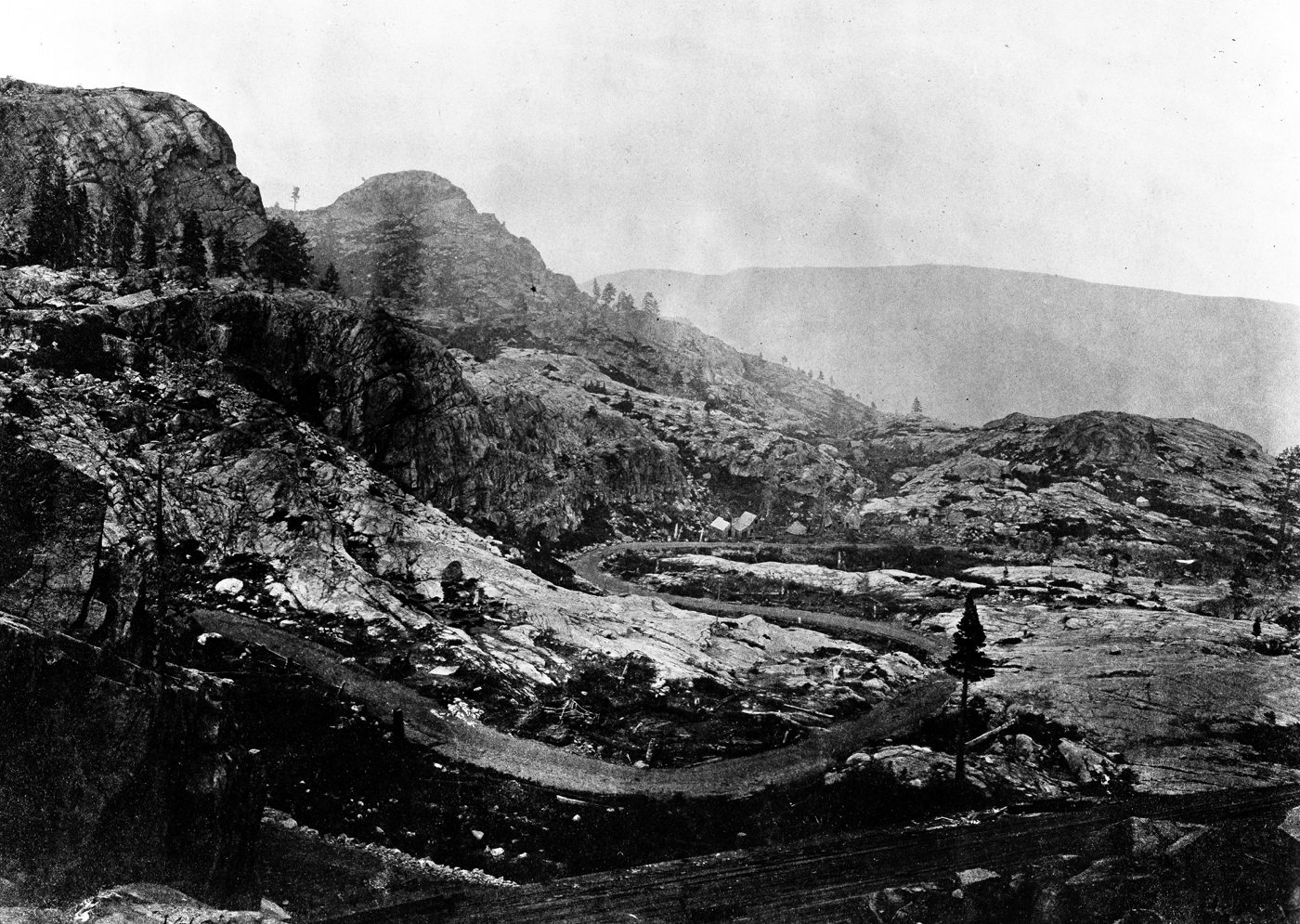
Перевал высотой 2160 м над озером Траки в ноябре 1846 г. оказался заблокирован ранним снегопадом (фотография 1870-х гг.). Сегодня и озеро, и перевал носят имя Доннера.

Подойдя к последнему переходу через горы, которые, по описаниям, были гораздо более суровыми, чем Уосатч, разношерстной компании пришлось решать, следует ли двигаться дальше или дать отдых скоту. Было 20 октября, и они обсуждали, не будет ли в середине ноября перевал занесен снегом. Уильям Фостер, небрежно разрядив пистолет, по халатности убил Уильяма Пайка, и это событие косвенно повлияло на их решение. Постепенно, семья за семьей, они пришли к выводу, что нужно продолжать движение — сначала семья Брин, затем Кесеберги, Стэнтон и семья Рида, Грейвсы и семья Мерфи. Доннеры выжидали и вышли последними. После прохождения нескольких миль по пересеченной местности на одной из повозок Доннера сломалась ось; Джейкоб и Джордж ушли в лес за материалом для новой оси. Во время долбления древесины Джордж Доннер порезал руку, но рана выглядела неглубокой.
Начал идти снег. Семья Брин наткнулась на 300-метровый «массивный, почти вертикальный склон» у озера Траки, и оказавшись в 3 милях от вершины, устроила лагерь у избы, построенной двумя годами ранее другой группой пионеров. Хижины были построены тремя членами из другой группы эмигрантов, получившей название «группа Стивенса», а именно Джозефом Фостером, Алленом Стивенсом и Мозесом Шалленбергером в ноябре 1844 г.. Позднее Вирджиния Рид вышла замуж за члена этой группы Джона Мёрфи, не имевшего ничего общего с семьей Мёрфи, находившейся в составе группы Доннера. К ним присоединились семья Эдди и Кесеберги — попытавшись пройти на перевал, они попали в сугробы до 3 метров высотой и не смогли найти тропу. Они вернулись обратно к озеру Траки и, в течение дня, здесь остановились все семьи, кроме Доннеров, которые были позади них на расстоянии 8 километров — полдня пути. В последующие несколько дней были предприняты ещё попытки пробиться к перевалу вместе с повозками и животными, но все усилия были тщетны.

### Зимний лагерь

Карта, на которой показаны лагеря на озере Траки и ручье Элдер-Крик.

Члены семей Брин, Грейвс, Рид, Мёрфи, Кесеберг и Эдди и их прислуга — всего 60 человек — поставили на зиму лагерь на озере Траки. Жилищем им служили три хижины из сосновых бревен, находящиеся на приличном расстоянии друг от друга. В хижинах был земляной пол и некачественно построенные плоские крыши, протекавшие в дождь. Одну избу заняла семья Брин, другую — семьи Эдди и Мёрфи, третью — семьи Рид и Грейвс. Кесеберг построил для своей семьи навес, пристроив его сбоку к избе Брин. Для устранения протечек крыш использовались парусина и воловьи шкуры. В хижинах не было ни окон, ни дверей — лишь большой проем, служивший входом в жилище. Из расположившихся на озере Траки 60 человек — 19 были мужчинами старше 18 лет, 12 женщин и 29 детей, из которых 6 были дошкольного возраста и младше. Ниже на тропе, у ручья Элдер-Крик, расположилась семья Доннеров, наскоро сконструировав палатки и разместив в них 21 человека, в том числе миссис Волфингер с ребёнком (её муж к тому времени пропал без вести) и прислугу Доннера — всего шестеро мужчин, три женщины и 12 детей. Вечером 4 ноября вновь пошел снег, который затем перешел в стадию снежной бури и не прекращался в течение 8 дней.
К моменту постановки от тех припасов, что Стэнтон принес из форта Саттера, осталось очень мало. Волы начали дохнуть, и их туши замораживались и складировались. Озеро Траки было ещё свободным ото льда, но пионеры не были знакомы с рыбалкой и озерной форелью. Эдди, самый опытный охотник, убил медведя, но после этого удача от него отвернулась. Семьи Рид и Эдди лишились почти всего, и Маргрет Рид пообещала заплатить вдвойне, если они доберутся до Калифорнии на трех волах, взятых у семей Грейвс и Брин. Грейвсы установили для Эдди цену в 25$ за тушу умершего с голоду вола, хотя обычно за эту сумму давали двух здоровых волов.
В лагере нарастало отчаяние, и некоторые начали подумывать о том, чтобы попробовать выбраться на перевал индивидуально, без повозок. 12 ноября шторм ослабел, и небольшая группа людей попыталась достичь гребня пешком, но искать тропу в мягком и рыхлом снегу было очень трудно, и они в тот же вечер вернулись обратно. На следующей неделе другими членами группы были предприняты ещё две попытки, но они довольно быстро провалились. Наконец, 21 ноября большая группа из 22 человек успешно достигла вершины. Далее она прошла ещё 2,5 км на запад, но потом они снова застряли и вернулись 23 ноября к озеру.

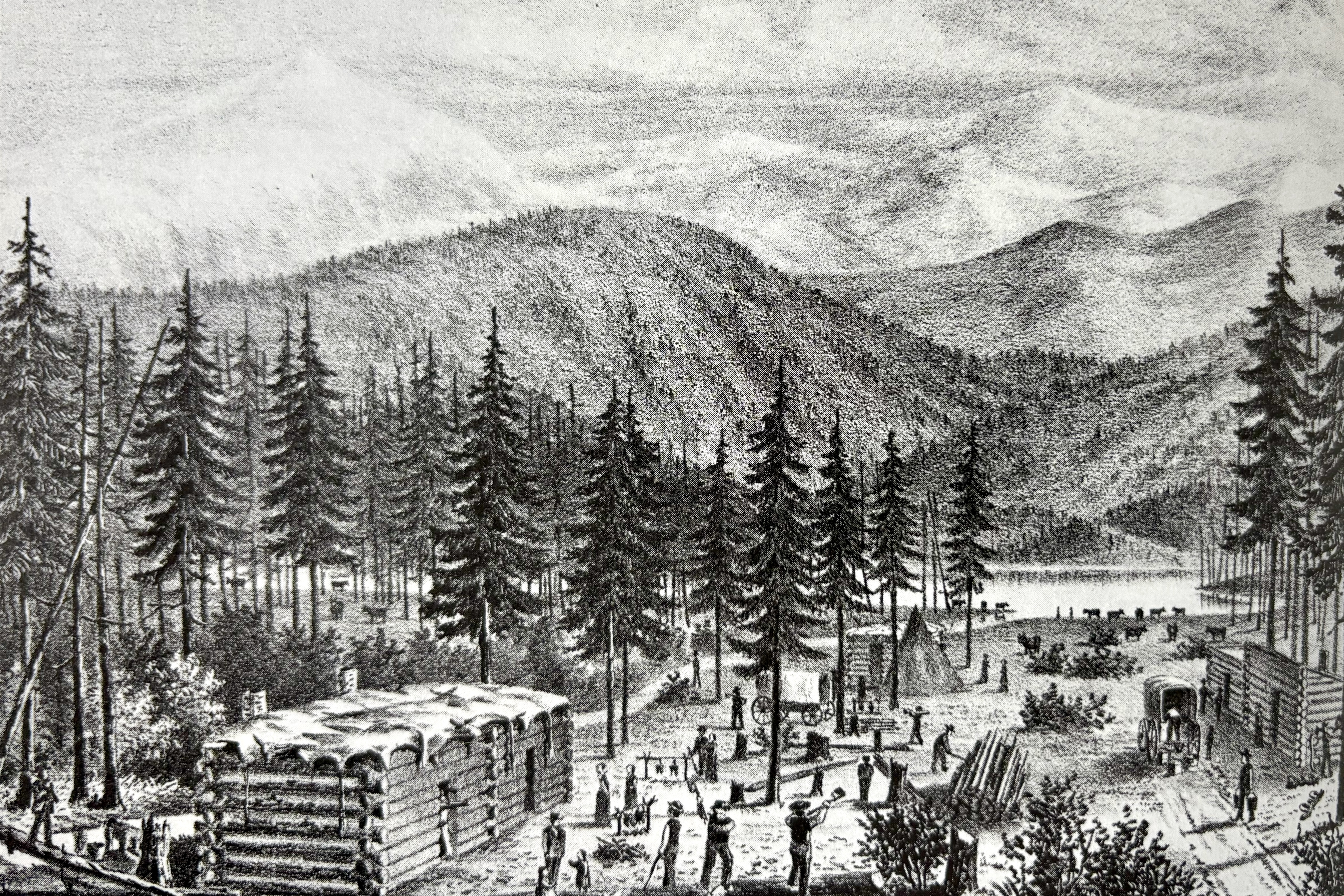
Эскиз лагеря на озере Траки, выполненный по описаниям Уильяма Грейвса

20 ноября Патрик Брин начал вести дневник. Его в первую очередь интересовала погода — он отмечал штормы и количество выпавшего снега, но постепенно в дневнике стали появляться ссылки на Бога и религию. Жизнь на озере Траки была скверной. Хижины были тесными и грязными, и выпадало столько снега, что эмигранты не могли сутками выйти на улицу. Рацион эмигрантов состоял из воловьих шкур, которые нарезались на полосы и варились до состояния «неприятной» киселеобразной массы. Для бульона неоднократно варились кости волов и лошадей, при этом они становились такими хрупкими, что могли крошиться при жевании. Иногда они размягчались при обугливании и затем съедались. Постепенно, кусок за куском, дети семьи Мерфи разорвали коврик из воловьих шкур, лежавший перед очагом, пожарили его в огне и съели. После ухода из лагеря группы на снегоступах, дети стали составлять две трети всех жителей лагеря на озере Траки. За восемью детьми присматривала миссис Грейвс, а над ещё девятью взяли шефство Левина Мерфи и Элеонор Эдди. Эмигранты ловили и ели прятавшихся в хижинах мышей. Многие жители лагеря ослабли настолько, что не могли встать с постели. Иногда кто-то один набирался сил и уходил на целый день, чтобы повидать Доннеров. Дошли новости, что Джейкоб Доннер и три человека из их прислуги умерли. Один из них, Джозеф Рейнгардт, признался на смертном ложе, что убил Волфингера. У Джорджа Доннера гноилась рука, и он послал четверых мужчин работать в лагере.
Маргрет Рид удалось отложить еду на Рождественский горшок с супом, чтобы порадовать детей, однако к январю они изголодали и поедали воловьи шкуры, служившие им крышей. Маргрет Рид, Вирджиния, Милт Эллиот и служанка Элиза Уильямс попытались выйти на улицу, понимая, что лучше пойти попробовать добыть еду снаружи, чем сидеть и наблюдать, как дети умирают от голода. Они отсутствовали в снегу четыре дня, пока им не пришлось вернуться. Их хижина теперь была непригодна для жилья; крыша из воловьих шкур служила им источником пищи, и семья переехала к семье Брин. Служанки перешли жить к другим семьям. Вскоре Грейвсы пришли собирать долги семьи Рид и забрали воловьи шкуры — все, что семья должна была съесть.

### «Потерянная надежда»
Горный лагерь у озера Траки начал нести потери. Умер Шпитцер, затем Бейлис Уильямс (возница семьи Рид) — скорее от недоедания, чем от голода. Франклин Грейвс соорудил 14 пар снегоступов из остатков сбруй и спрятал их. Группа из 17 человек — мужчин, женщин и детей — вышли пешком из лагеря в попытке снова достигнуть перевала. Свидетельством того, насколько трудным был их выбор, является тот факт, что четверо из них были отцами, а три женщины — матерями детей, оставленных ими другим женщинам. Они легко собрались, взяв то, что должно было стать им едой на ближайшие 6 дней, винтовку, шерстяные одеяла каждому, топор и патроны, в надежде достигнуть Медвежьей долины. Историк Чарльз МакГлашан позднее назвал эту вылазку «Потерянной надеждой». Два человека, оказавшихся без снегоступов — Чарльз Бургер и 10-летний Уильям Мёрфи — вскоре повернули обратно. Остальные в первый же вечер сделали ещё одну пару снегоступов для Лэмюэля из вьючных седел, которые они несли с собой.

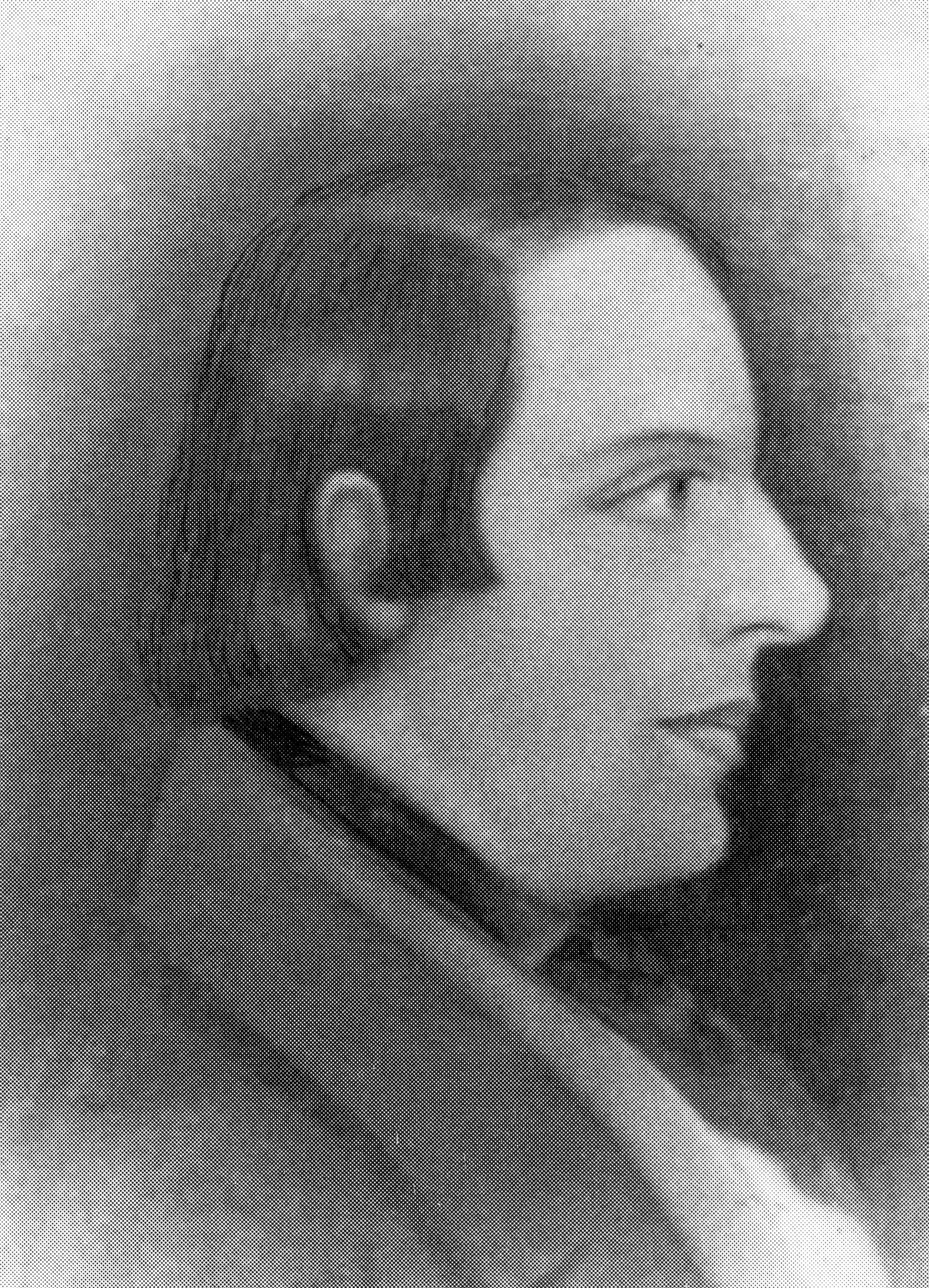
Чарльз Тайлер Стэнтон

Снегоступы оказались хоть и грубо сделанными, но полезными при тяжелом подъёме. У членов группы не было ни сил, ни опыта ночевки в глубоком (до 3,7 м) снегу, и на третий день большая их часть страдала от снежной слепоты. На 6-й день Эдди обнаружил в своем рюкзаке спрятанные женой полфунта медвежьего мяса. 21 декабря группа снова вышла на маршрут; Стэнтон на протяжении нескольких дней постоянно отставал и в итоге остался позади, сказав, что он вскоре догонит. На следующий год в этом месте обнаружили его останки.
Группа стала нести потери и впала в замешательство. После более чем двух суток без еды Патрик Долан предложил кому-то из них добровольно умереть ради других. Кто-то предложил дуэль (другие источники сообщают о попытке провести своего рода лотерею). Эдди предложил двигаться дальше, пока кто-нибудь не лишится сил окончательно, но налетевшая метель вынудила группу остановиться. Первым кандидатом на смерть был погонщик Антонио; следом шел Франклин Грейвс.
По мере усиления бури Патрик Долан начал кричать в бреду из-за гипотермии, разделся и убежал в лес. Чуть позже он вернулся и через несколько часов скончался. Далее, возможно, из-за того, что 12-летний Лэмюэль Мёрфи был при смерти, часть группы начала есть тело Долана. Сестра Лэмюэля хотела запасти часть плоти для своего брата, но он вскоре также умер. Эдди, Сальвадор и Луис отвергли эту пищу. Через некоторое время вконец ослабевшие Антонио и Франклин Грейвс были убиты остальными эмигрантами. На следующее утро группа вырезала мышцы и органы из тел Антонио, Долана, Грейвса и Мёрфи и высушила их про запас на последующие дни, соблюдая правило, что никто не будет есть своих родственников.

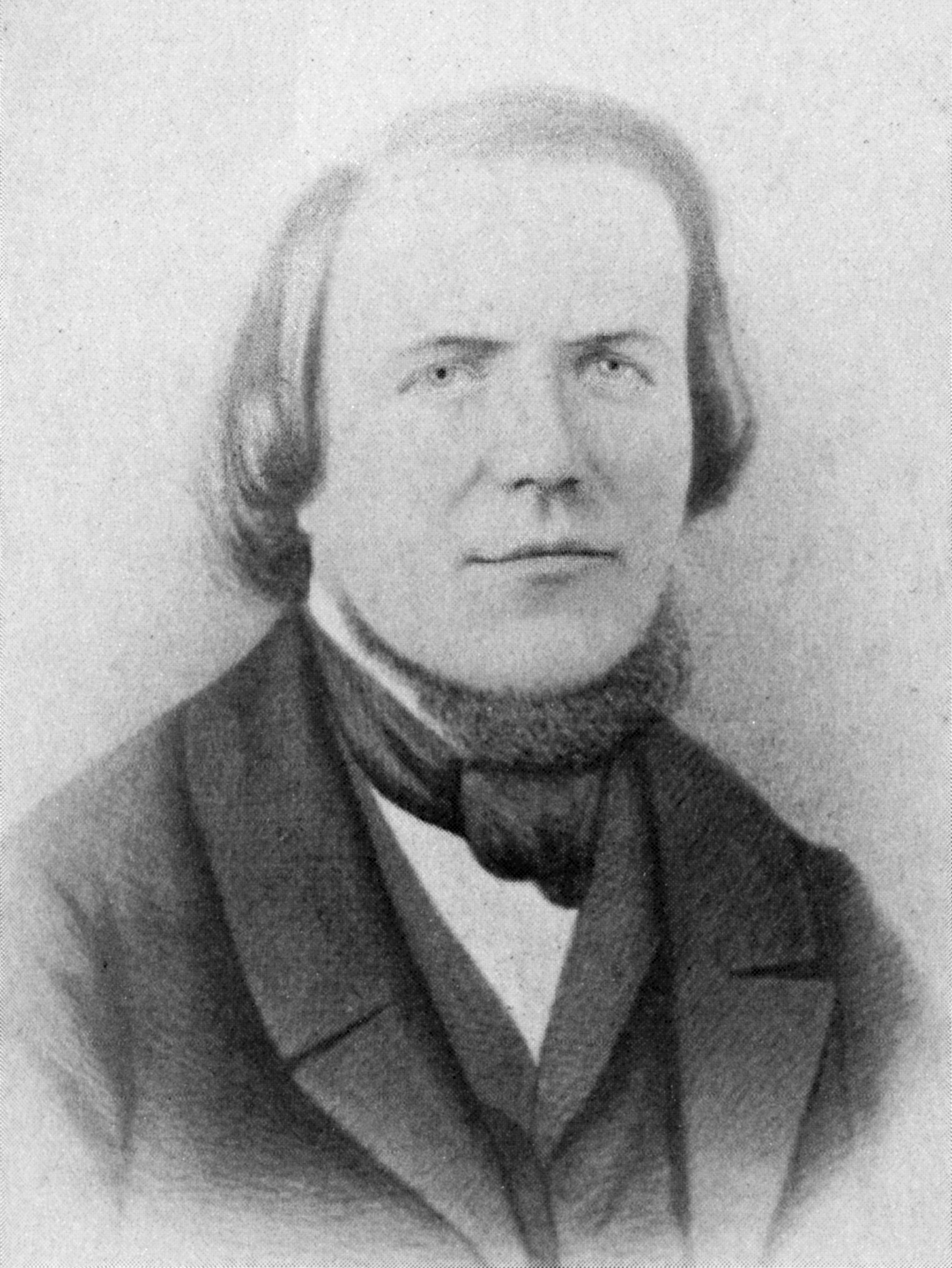
Уильям Эдди

После трех дней отдыха они продолжили искать тропу. Эдди в итоге уступил и тоже начал есть человечину, но вскоре закончилась и она. Они начали разбирать свои снегоступы и есть лямки из воловьих шкур и обсуждать, кого убить — Луиса или Сальвадора, но Эдди втайне предупредил их обоих, и они скрылись. Ночью умер Джей Фосдик, и в живых осталось только семеро. Эдди и Мэри Грейвс пошли на охоту, но когда они вернулись с мясом оленя, тело Фосдика уже было порезано на куски. Ещё через несколько суток — а именно, спустя 25 дней с момента выхода с озера Траки — они пересеклись с Сальвадором и Луисом, которые не ели уже около 9 суток и были при смерти. Уильям Фостер застрелил их, полагая, что плоть индейцев была их единственной надеждой избежать неминуемой смерти от голода.
12 января группа наткнулась на лагерь мивоков, находясь в таком состоянии, что индейцы сначала испугались и убежали. Индейцы дали им «еды»: желудей, травы и кедровых орехов. Через несколько дней Эдди продолжил движение с помощью мивоков и добрался до небольшого ранчо в долине Сакраменто. Организованный тут же спасательный отряд 17 января обнаружил ещё 6 выживших. Их путешествие от озера Траки заняло 33 дня.

## Спасательные операции

### Попытка помощи со стороны Рида
Джеймс Рид выбрался из гор Сьерра-Невада на ранчо Джонсон в конце октября. В форте Саттера он восстановил силы и находился в безопасности, но с каждым днем он все больше переживал за судьбу своей семьи и друзей. Он упросил полковника Джона Фримонта собрать отряд мужчин с целью перейти перевал и помочь эмигрантам — за это Рид пообещал, что присоединится к силам Фримонта и будет участвовать в американо-мексиканской войне. К Риду примкнул МакКатчен, который не мог возвращаться со Стэнтоном, также как и некоторые члены группы Харлана-младшего. Караван Харлана-младшего прибыл в форт Саттера 8 октября — последним, кто перешел горы Сьерра-Невада в этом сезоне. Группа из примерно 30 лошадей и дюжины мужчин несла запасы еды и рассчитывала обнаружить группу Доннера на западной стороне гор, у Медвежьей реки, ниже крутого подхода к Проходу Эмигрантов, возможно, изголодавшими, но живыми. Когда они прибыли в долину реки, они обнаружили там лишь пару пионеров-иммигрантов, отбившихся от своих групп и голодающих.
Рида и МакКатчена покинули два проводника с несколькими лошадьми, но они поспешили продолжить путь вверх по долине до местечка Юба Боттомс, пройдя последнюю милю пешком. Рид и МакКатчен смотрели наверх, на Проход Эмигрантов, находясь всего в 12 км от его вершины. Перевал был весь в снегу. Возможно, в этот же день Брин предпринял последнюю попытку штурмовать перевал с противоположной, восточной стороны. Подавленные, они повернули обратно в форт Саттера.

### Первый спасательный отряд
Большая часть военных, то есть здоровых мужчин, Калифорнии была занята в американо-мексиканской войне. В частности, солдаты полковника Фримонта в это самое время штурмовали Санта-Барбару. По всему региону были перекрыты дороги, подорвана связь и нарушено снабжение. На призыв стать волонтерами для спасения группы Доннера откликнулись лишь трое. Рид был вынужден задержаться в Сан-Хосе до февраля из-за местных восстаний и всеобщей путаницы. Это время он проводил, знакомясь и договариваясь с другими пионерами, и жители Сан-Хосе создали петицию с просьбой к американскому флоту помочь эмигрантам на озере Траки. Две местных газеты выпустили статьи, в которых распространили информацию, что члены группы вынуждены были прибегнуть к каннибализму, что подстегнуло к действиям тех, кто ранее сомневался. Жители района Йерба Буэна, в основном сами недавние эмигранты, пожертвовали 1 300$ (эквивалент 33 000 долларов на 2015 г.) и организовали работу по постройке двух лагерей для участников спасательной операции.
Спасательный отряд с Уильямом Эдди отправился из долины Сакраменто 4 февраля. Дождь и вздувшаяся река несколько раз задерживали движение. Эдди остановился в Медвежьей долине, а другие продолжали настойчиво, сквозь снег и метели, продвигаться к перевалу, ведущему к озеру Траки, оставляя по всему пути специально подготовленные запасы еды. Трое человек повернули обратно, но семеро выстояли.
18 февраля группа из семи человек взобралась на перевал Фримонта (ныне перевал Доннера), и добравшись до того места, где, по словам Эдди, должен находиться лагерь, начали кричать. Из одного из отверстий в снегу показалась миссис Мерфи, которая уставилась на них и спросила: «Вы из Калифорнии или с небес?». Спасатели разделили еду на маленькие порции, опасаясь, что отощавшие эмигранты могут умереть от переедания. Все хижины были занесены снегом. Раскисшие крыши из воловьих шкур начинали гнить, распространяя ужасный запах. 13 человек в лагере погибли, и их тела были небрежно закопаны в снег прямо у хижин. Некоторые эмигранты выглядели потерявшими рассудок. Трое человек из спасательного отряда отправились к Доннерам и помогли выбраться оттуда четырём изможденным детям и троим взрослым. Особенно трудно крутой подъём от Элдер-Крик до озера Траки давался Лианне Доннер, позднее написавшей: «Боль и страдания, которые я пережила в тот день, описать невозможно». Рука Джорджа Доннера сильно страдала от гангрены, и он не мог двигаться. Спасательный отряд выбрал 23 человек, которых он возьмет с собой обратно. 21 человек остался в лагере на озере Траки, и ещё 11 — на Элдер-Крик.
Спасатели утаили подробности судьбы группы на снегоступах, сообщив спасаемым эмигрантам, что они не вернулись из-за обморожения. Вскоре, пробираясь через сугробы, Пэтти и Томми Рид сильно ослабели, и ни у кого не было сил нести их. На глазах Маргрет Рид её двоих старших детей отправили обратно на озеро Траки и разлучили с матерью. Она потребовала спасателя Акиллу Гловера поклясться честью масона, что он вернется за её детьми. Пэтти Рид сказала ей на прощание: «Ладно, мама, если нам больше не суждено увидеться, делай самое лучшее, что только можешь». При возвращении детей на озеро семья Брин категорически запретила им входить в их жилище, но так как Гловер принес еду, в итоге с неохотой их впустили. Спасательный отряд с тревогой обнаружил, что первую закладку еды на пути уничтожили животные, что означало ближайшие четыре дня без пищи. После борьбы с самим собой на перевальной тропе Джон Дентон впал в кому и умер. Вскоре умерла и Ада Кесеберг; её мать была безутешна, не выпуская ребёнка из рук. После нескольких дней перехода по сложной местности спасатели стали сильно переживать, что дети могут не выжить. У одного из спасателей, к удивлению последних, они съели полоску из оленьей шкуры от штанов, у другого — шнурки. На спуске с перевала они встретили следующую партию спасателей, в которой был и Джеймс Рид. Услышав его голос, Маргрет Рид, ошеломленная, села в снег.
После того, как спасенные эмигранты спустились в безопасную Медвежью долину, Уильям Хук, пасынок Джейкоба Доннера, ворвался в погреб с припасами и вскоре умер от переедания. Остальные продолжили движение к форту Саттера, где Вирджиния Рид написала: «Я реально подумала, что попала в рай». Её очень позабавил тот факт, что один из юношей предложил ей выйти за него замуж, хотя ей было всего 12 лет и она только отошла от голода, и она ему отказала.

### Второй спасательный отряд
1 марта на озеро Траки прибыла вторая группа спасателей. Эти люди были в основном опытными альпинистами, которые уже сопровождали Рида и МакКатчена. Рид переживал за свою дочь Пэтти и ослабевшего сына Томми. Семью Брин обнаружили в своем жилище в относительно сносном состоянии, а вот жилище Мёрфи, по словам Джорджа Стюарта, «находилось за гранью описания и почти за гранью воображения». Левина Мёрфи ухаживала за своим восьмилетним сыном Саймоном и двумя детьми Уильяма Эдди и Фостера. Она была психически подавлена и близка к слепоте. Льюиса Кесеберга перенесли в жилище, и он едва мог двигаться из-за поврежденной ноги.
На озере Траки в промежутке между отправлением первого отряда и прибытием второго никто не умер. В последнюю неделю февраля Патрик Брин записал свою душераздирающую беседу с миссис Мёрфи, когда та сказала, что её семья подумывает съесть Милта Эллиота. Рид и МакКатчен нашли его изуродованное тело. В лагере на ручье Элдер-Крик ситуация была не лучше. Подошедшие к нему первые два спасателя обнаружили Трудо несущим человеческую ногу. Когда они обозначили свое присутствие, он бросил её в дыру в снегу, где лежало расчлененное тело Джейкоба Доннера. Внутри дома Элизабет Доннер отказывалась есть, хотя её дети были накормлены органами своего отца. Спасатели обнаружили, что три их тела были истощены до предела. В другой палатке состояние Тэмсен Доннер было неплохим, а вот Джорджу было очень плохо — инфекция дошла до плеча.

Вид на озеро Траки с перевала Доннера, снятый в 1868 г. при завершении строительства Центральной Тихоокеанской железной дороги

Во вторую кампанию эвакуировались 17 человек, только трое из которых были взрослыми. К выходу готовились семьи Брин и Грейвс. Таким образом, на озере Траки оставалось всего пятеро: Кесеберг, миссис Мёрфи с сыном Саймоном и дети Эдди и Фостера. После того, как Рид сообщил, что скоро прибудет и третья группа спасателей, Тэмсен Доннер решила остаться со своим болеющим супругом. С собой миссис Доннер оставила трех дочерей — Элизу, Джорджию и Френсис.
Обратная дорога в Медвежью долину была очень долгой; на одной из остановок Рид выслал вперед двоих мужчин с целью вскрыть первый тайник с едой, полагая, что в любой момент может подойти третья небольшая группа спасателей под руководством Селима Вудворта. После того, как они забрались на перевал, их накрыла жестокая снежная буря. Пятилетний Исаак Доннер замерз и погиб, а Рид был близок к смерти. Ноги Мэри Доннер были настолько отморожены, что она не осознавала, что спит с ними в огне. К счастью, несмотря на полученные ожоги, девочка выжила. Когда шторм миновал, семьи Брин и Грейвс были безразличны и лишены сил двигаться дальше, не видя еды уже несколько суток. У спасательной партии не оставалось иного выбора, кроме как пойти дальше без них.
Трое спасателей из этой группы остались с эмигрантами — один на озере Траки и двое на Элдер-Крик. Когда один из них, Николас Кларк, ушел на охоту, двое других, Чарльз Кэди и Чарльз Стоун, запланировали вернуться в Калифорнию. Тэмсен Доннер договорилась с ними, чтобы они забрали с собой троих её детей (по данным Стюарта, вероятно, за 500$ за каждого). Кэди и Стоун забрали детей на озеро Траки, но затем пошли дальше без них, обогнав Рида и других на несколько дней. Через несколько дней Кларк и Трудо также договорились уйти вместе. Когда они увидели детей Доннера на озере Траки, они вернулись на Элдер-Крик и сообщили об этом Тэмсен.
Уильям Фостер и Уильям Эдди, оба выживших в «группе снегоступов», стартовали из Медвежьей долины навстречу Риду, взяв с собой мужчину по имени Джон Старк. Через сутки они встретили Рида, помогающего замерзшим, истекающим кровью, но живым его детям. Отчаявшись спасти собственных детей, Фостер и Эдди убедили четырёх мужчин, мольбами и деньгами, вернуться с ними на озеро Траки. На полпути туда они обнаружили грубо искалеченные и поеденные останки двух детей и миссис Грейвс, а также годовалую Элизабет Грейвс, кричащую рядом с телом своей матери. 11 выживших съежились вокруг костра, провалившегося в снежную яму. Спасатели разделились: Фостер, Эдди и ещё двое пошли дальше к озеру Траки, а двое других спасателей, в надежде спасти самых крепких, взяли с собой по ребёнку и ушли обратно. Джон Старк отказался их покинуть — он забрал ещё двоих детей, всю еду и помогал девяти оставшимся Бринам и Грейвсам спуститься в Медвежью долину.

### Третий спасательный отряд
14 марта Фостер и Эдди достигли озера Траки, где обнаружили своих детей мертвыми. Эдди узнал от Кесеберга, что тот питался останками его сына, и Эдди поклялся убить Кесеберга, если они когда-нибудь встретятся в Калифорнии. Джордж Доннер и ребёнок Джейкоба Доннера все ещё были живы, на Элдер-Крик. Тэмсен Доннер недавно прибыла к семье Мерфи, где могла бы ходить в одиночку, но она предпочла вернуться к мужу, даже несмотря на то, что ей сообщили, что никаких других групп спасателей в ближайшее время не ожидается. Фостер, Эдди и оставшиеся от второй спасательной партии забрали четырёх детей, Трудо и Кларка.

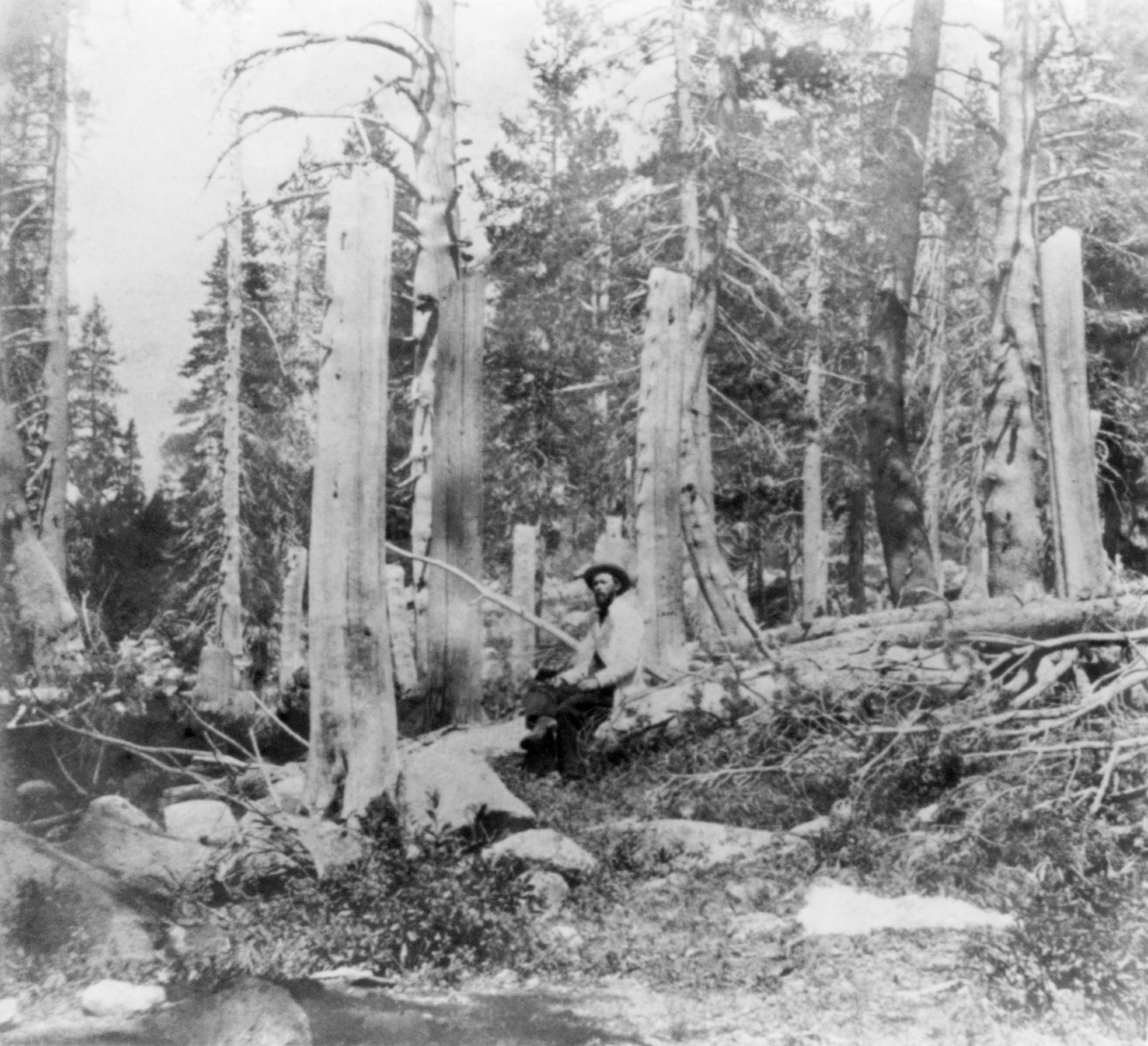
Пни от деревьев, срубленные на Элдер-Крик членами группы Доннера (фотография сделана в 1866 г.). Высота пней говорит о мощности снежного покрова

Набрались ещё две группы спасателей, которые должны были эвакуировать всех оставшихся в живых взрослых. Но обе они повернули обратно, не дойдя даже до Медвежьей долины, и больше попыток не предпринималось. 10 апреля, почти через месяц с момента ухода третьей группы помощи с озера Траки, алькальд из района форта Саттера организовал группу людей, чтобы забрать с собой все, что имело отношение к Доннерам. Вещи должны были быть проданы, а часть средств направлена на поддержку детей-сирот Доннера. Группа по спасению имущества обнаружила палатки на Элдер-Крик на месте, кроме тела Джорджа Доннера, скончавшегося всего несколькими днями ранее. На обратном пути к озеру Траки они обнаружили живого Льюиса Кесеберга. Как он сообщил, миссис Мёрфи скончалась через неделю после ухода третьей группы спасателей; через несколько недель Тэмсен Доннер перед уходом на перевал зашла в жилище мужа, присела и почувствовала себя плохо. Кесеберг сказал, что он обернул её в одеяло и предложил выходить на следующее утро, но ночью она умерла.
Группа по спасению имущества подозрительно отнеслась к словам Кесеберга и обнаружила в хижине горшок, наполненный человечиной, а также патроны, ювелирные изделия и 250$ золотом. Они угрожали линчевать Кесеберга, который признался, что спрятал 273$ Доннера по совету Тэмсен, так как когда-нибудь это может пригодиться её детям. 29 апреля 1847 г. Кесеберг последним из членов группы Доннера прибыл в форт Саттера.

## Реакция общественности
Более отвратительной и ужасной картины я никогда не видел. По приказу генерала Керни останки были собраны в кучу и сожжены. Они были похоронены в яме, которая была вырыта в центре одной из хижин в качестве "склада". Когда эти печальные мероприятия были проведены, хижины были сожжены, и каждая вещь в округе, связанная с этим ужасным событием, была уничтожена. Тело Джорджа Доннера было обнаружено в его лагере, примерно в 8 – 10 милях, завернутое в полотно. Оно было сожжено специально созданной группой мужчин.
Новости о произошедшем с группой Доннера несчастье распространялись на востоке США Сэмюелем Бреннаном, священником Церкви Иисуса Христа Святых последних дней и журналистом, который следовал с последним отрядом при его спуске с перевала вместе с Кесебергом. В Нью-Йорке впервые об этом узнали в июле 1847 г. По всей территории страны новости о судьбе группы сильно повлияли на энтузиазм людей переселяться на запад. В некоторых статьях, несмотря на тенденции по созданию сенсационных заголовков, новости о группе печатались очень кратко. Несколько газет, в том числе в Калифорнии, описали случаи каннибализма в преувеличенно натуралистической форме. В некоторых источниках члены группы Доннера изображались героями, а Калифорния — раем, требующим при входе в него значительных жертв.
В последующие годы процесс эмиграции на запад замедлился, но, возможно, это было вызвано в первую очередь страхами по поводу итога американо-мексиканской войны, чем поучительной историей группы Доннера. В 1846 г. в Калифорнию переехали около 1500 человек. В 1847 г. это число снизилось до 450 и в 1848 г. — до 400. Однако затем сильное влияние оказала Калифорнийская золотая лихорадка, и в 1849 г. на запад отправились уже 25 тысяч человек. Большая часть сухопутных передвижений проходила по реке Карсон, но некоторые «люди сорок девятого года» использовали маршрут Доннера и оставили свои описания места, где находился его лагерь.
В конце июня 1847 г. члены Мормонского батальона под предводительством генерала Стивена Карни сожгли человеческие останки и частично сожгли две хижины. Впоследствии те немногие, кто отважился идти через перевал в последующие несколько лет, находили кости, другие артефакты и обнаружили хижину семей Рид и Грейвс. В 1891 г. на берегу озера был найден тайник с деньгами. Видимо, его устроила миссис Грейвс, поспешно уходя вместе со второй группой спасателей и собираясь забрать эти деньги позже.
Лэнсфорду Гастингсу угрожали расправой. Эмигрант, прошедший тем же маршрутом ранее группы Доннера, противостоял Гастингсу по вопросу встречавшихся на пути препятствий, заявив: «Конечно, он не мог ничего сказать, кроме того, что ему очень жаль и он хотел как лучше».

## Судьба выживших
Из 87 человек, перешедших горы Уосатч, выжили 48. Смерть пощадила только семьи Рид и Брин. Дети Джейкоба и Джорджа Доннеров и Франклина Грейвса осиротели. Остался в одиночестве Уильям Эдди; большая часть семьи Мёрфи погибла. Калифорнии достигли лишь три мула; остальные животные погибли. Большая часть имущества членов группы Доннера была уничтожена.
Я не описала тебе и половины несчастий, которые с нами приключились, но я написала достаточно, чтобы ты знала, что такое беда. Спасибо Господу, мы все через это прошли и мы единственная семья, кто не ел человечину. Мы потеряли все, но меня это не волнует. Мы сохранили наши жизни, но не позволь, чтобы это письмо кого-то обескуражило. Никогда не сдавайся и беги так быстро, как только можешь.
Несколько вдов через считанные месяцы снова вышли замуж; с невестами в Калифорнии было туго. Семья Рид поселилась в Сан-Хосе, с ними жили двое детей Доннеров. Рид хорошо нажился на Калифорнийской золотой лихорадке и стал богатым. Виргиния написала объемное письмо своей кузине в Иллинойс о «бедах по пути в Калифорнию», которое затем отредактировал её отец. Журналист Эдвин Брайант в июне 1847 г. вернул его назад, и оно было полностью опубликовано 16 декабря 1847 г. в издании Illinois Journal с некоторыми редакционными изменениями.
Виргиния приняла католичество во исполнение обещания, которое она дала сама себе, наблюдая Патрика Брина, молящегося в своей хижине. Выжившие из семьи Мерфи жили в Мэрисвилле. Члены семьи Брин отправились в Сан-Хуан-Батиста, где открыли трактир и стали анонимными субъектами истории Джона Росса Броуна о том, как он испытал сильный дискомфорт, узнав, что находится якобы среди каннибалов (напечатана в Harper’s Magazine в 1862 г.). Многие из выживших встречались с подобной реакцией.
Детей Джорджа и Тамсен Доннеров у форта Саттера забрала себе пожилая пара. Элизе, самой маленькой из детей Доннеров, зимой 1846—1847 гг. было три года. В 1911 г. она опубликовала рассказ о группе Доннера, основанный на предыдущих рассказах и воспоминаниях своих сестер. Самой маленькой дочери семьи Брин, Изабелле, той зимой был всего один год, и она была последней выжившей из группы Доннера, скончавшись в 1935 г.
Сейчас я дам вам один хороший, дружеский совет. Сидите дома – если заболеете, вы не умрете голодной смертью.
У детей семьи Грейвс жизнь сложилась по-разному. Мэри Грейвс рано вышла замуж, но мужа убили. Когда убийца сидел в тюрьме, она готовила ему еду, чтобы быть уверенной, что он не умрет от голода до казни. Один из её внуков отметил, что она была очень серьезной по жизни; однажды Грейвс сказала: «Я хотела бы плакать, но не могу. Если бы я могла забыть трагедию, возможно, я бы вспомнила, как плакать». Уильям, брат Мэри, так и не смог найти душевное равновесие на протяжении всей жизни.
Нэнси Грейвс зимой 1846—1847 гг. было 9 лет. Она отказывалась признавать свое участие в экспедиции Доннера, даже когда встречалась с историками, которые были заинтересованы в наиболее правдивых версиях событий. По имеющимся данным, Нэнси не могла восстановить свою роль в каннибализме своего брата и матери.
Эдди снова женился и завел в Калифорнии семью. Он попытался было выполнить свое обещание убить Льюиса Кесеберга, но его разубедили Джеймс Рид и Эдвин Брайант. Годом спустя Эдди поделился своим опытом с Квином Торнтоном, который первым создал комплексное описание эпизода, используя также воспоминания Рида. Эдди умер в 1859 г.
На Кесеберга обрушилась волна клеветы со стороны нескольких спасателей, которые обвиняли его в убийстве Тэмсен Доннер. Суд присудил ему символический 1$ ущерба и заставил оплатить судебные издержки. Опубликованная в 1847 г. в издании California Star статья описала действия Кесеберга в непристойных тонах, а также «самосуд» со стороны группы по спасению имущества. В частности, в статье говорится о том, что он предпочитал человеческое мясо останкам скота и лошадей, проявлявшимся по весенней оттепели. Историк Чарльз Мак-Глашан собрал немало материалов, доказывающих убийство Тэмсен Доннер Кесебергом, но после личной беседы с ним он заключил, что убийства не было. Элиза Доннер Хогтон также не считала Кесеберга виновным.
В старости Кесеберг не выходил из дома, стал изгоем, и ему часто угрожали. Он сказал МакГлашану: «Я часто думаю, что из всех людей на Земле Всемогущий выбрал меня с целью посмотреть, сколько трудностей, страданий и нищеты может выдержать человек».

## Наследие

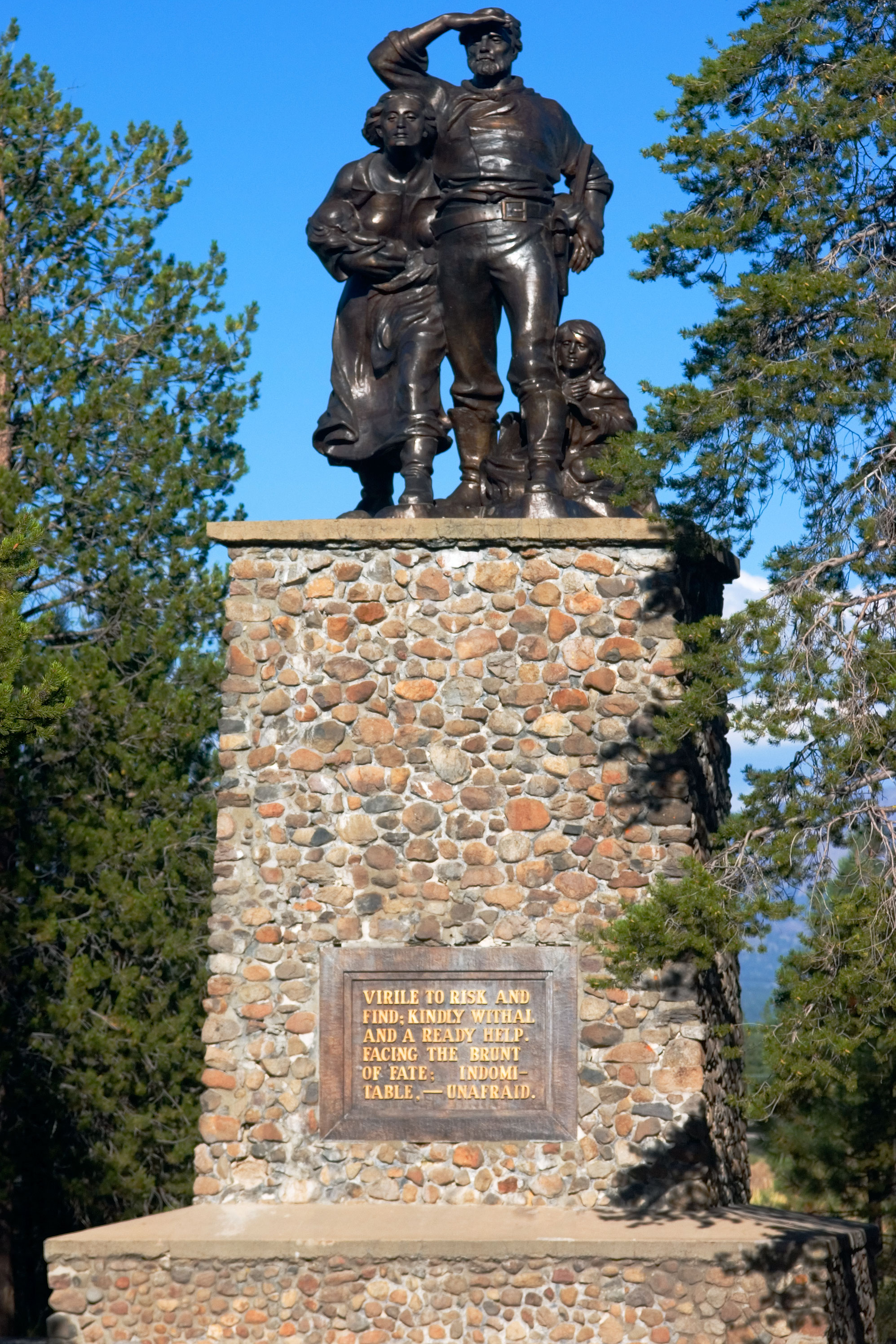
Памятник в парке Donner Memorial State Park; постамент высотой 6,7 м символизирует глубину снежного покрова зимой 1846—1847 гг.

Масштаб истории с группой Доннера, по сравнению с сотнями и тысячами людей, переезжавших в Орегон и Калифорнию, был незначителен, но она послужила основой для многочисленных работ в истории, литературе, драме и кино.

### В кино
- «Отряд Доннера» (The Donner Party) — режиссер Рик Бернс (США, 1992).
- «Голод» (The Donner Party) — режиссер Теренс Дж. Мартин (США, 2009).
- «Ущелье Доннера» (Donner Pass) — режиссер Элиз Робертсон (США, 2011).
- «Чудотворцы» (Miracle Workers), 3-й сезон — режиссеры Йорма Такконе, Райан Кейс, Морис Мэрэбл, Дэн Шимпф (США, 2021).